# Učební a výcvikové středisko Hluboká nad Vltavou-Poněšice

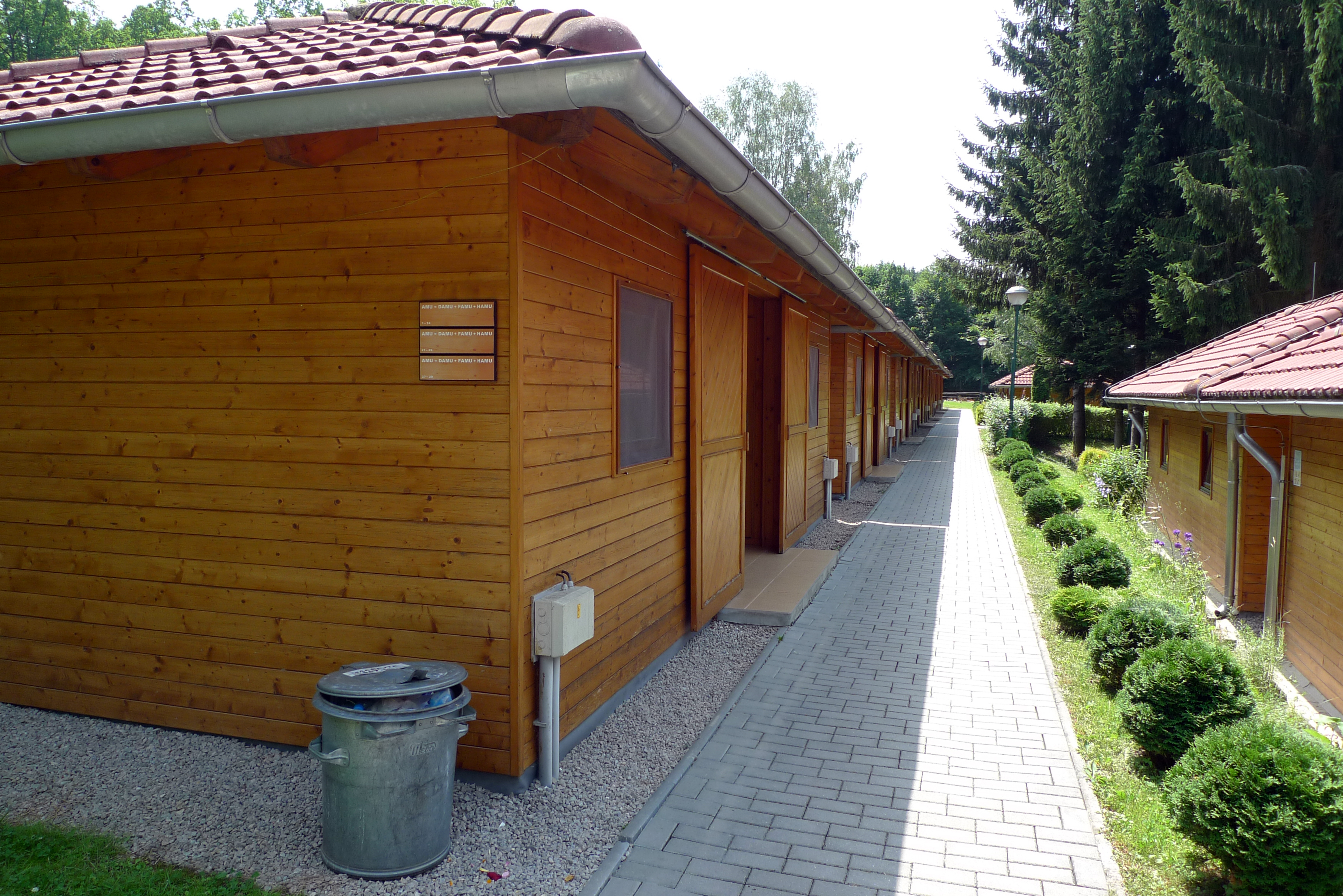
Poněšické středisko v roce 2012

Učební a výcvikové středisko Hluboká nad Vltavou-Poněšice je učební zařízení Akademie múzických umění, které se nachází v obci Poněšice nedaleko Hluboké nad Vltavou. Středisko vzniklo v roce 1960. Kapacita je 60 osob, které přespávají v nově zrekonstruovaných dřevěných chatách.